# 愛は抱擁する
- 愛は抱擁する[1]
- 愛は抱く、宇宙、大地（メキシコ）、私、ディエゴ、そしてセニョール・ソロツル[2]
- 宇宙の愛の抱擁、大地（メキシコ）、私、ディエゴ、そしてセニュール・ショロトル[3]

『愛は抱擁する』（あいはほうようする、スペイン語：El abrazo de amor de el universo, la tierra(México) yo, Diego y el señor Xólotl）は、メキシコの芸術家フリーダ・カーロが1949年に完成させた絵画。キャンバスに油絵具で描かれている。サイズは70センチメートル×60.5センチメートル。2024年現在は、ジャック・アンド・ナターシャ・ゲルマン・コレクションに加えられている。

## 作品
本作は二元的関係を軸に描かれた作品で、母-子、男-女が互いに抱擁の連鎖を繰り返し、生-死を生みながら再生をする生命の循環を表現している。
作品中央に描かれるのは、赤子の姿で描かれる夫ディエゴ・リベラと彼を膝に抱くフリーダである。フリーダは赤い民族衣装テワナに身を包み、いっぽうのディアゴは裸で額には第三の目が描かれている。フリーダは「彼の額の真ん中に第三の目を描き、これを「超可視力」もしくは「オホ・アビソール（感知する目）」と呼んだ」と説明している。
二人を背後から抱擁するのは、古代メキシコの大地の女神キフアコアトルである。女神の姿はフリーダの『乳母と私』（1937年）をモチーフとしており、その乳房はひび割れながらも母乳を出している。ひび割れた女神と対照的にその周囲にはサボテンなどの植物が生い茂り、豊穣-衰退を示している。また女神の姿は、山のようにもみえる。
二人の足元にはフリーダの愛犬であるショロイッツクゥイントリ犬のソロツルが描かれる。ソロツルの名はメキシコ神話で犬の頭をもち死の国を警護する神ショロトルに因んでおり、作品では単なるペットではなく死の暗喩として描かれている。
これら全てを抱擁するのが、左右に月と太陽をもつ大気である。夜を意味する左手側には月が描かれ、右腕は大地と同じ色をしている。対して太陽が描かれる左手側は昼を意味し、左腕は空と同じエメラルド色に染まる。大気のもつ二つの手は凡てを包み込みつつ、背後の宇宙を一体となっている。

## 製作背景
1940年にフリーダはディエゴとの再婚を果たすものの、浮気性で自分の側に居ることがないディエゴに悩んでいた。そして独占することできないディエゴとの関係を克服するために、フリーダとディエゴを描く絵画は変容をしていく。その最終段階にあるのが本作である。
本作では、愛されたい自分と裏切るディエゴの関係性が逆転し、フリーダは母親としてディエゴを抱いている。
本作品の習作が『フリーダ日記』に描かれているが、その日付は1947年8月となっている。